# Джон Росс
Джон Росс (англ. John Ross; 24 червня 1777 — 30 серпня 1856) — британський мореплавець і дослідник Арктики.
Народився в сім'ї шотландського священика. У 1786 році, у віці всього дев'яти років, він приєднався до Королівського флоту як учень. До 1789 року служив у Середземному морі, а потім у Ла-Манші. У 1808 році виступав як капітан Шведського флоту, а в 1812 році став його командиром.
Сер Джон був дядьком капітана сера Джеймса Кларка Росса, який досліджував Арктику з ним, а потім очолював експедиції до південного полюса.

## Експедиції
У 1818 році він отримав командування арктичною експедицією, що була організована Британським Адміралтейством для відшукання Північно-Західного проходу в Баффіновій затоці (море Баффіна), і проник, повернувши на південь, у протоку Ланкастер, але далі не зміг іти через лід.
Більш успішною була експедиція Росса в 1829—1833 роках на пароплаві «Вікторія»: її підсумком було дослідження берегів Бутії, відкриття цього півострова, а також земель короля Вільяма і Північного магнітного полюса. Двічі перезимувавши в затоці Бутія, він змушений був залишити корабель і на човнах повернутися в протоку Ланкастер, де екіпаж, перезимувавши ще раз, був прийнятий кораблем, висланим йому на допомогу.
У 1850 році Росс взяв участь у третій експедиції з пошуку зниклої в Арктиці експедиції сера Джона Франкліна. Він не знайшов його. Після повернення Росс оселився в Шотландії, але помер у Лондоні.

## Публікації
- Ross, J. (1819). A voyage of discovery, made under the orders of the Admiralty, in His Majesty's ships Isabella and Alexander, for the purpose of exploring Baffin's Bay, and inquiring into the probability of a north-west passage. London: J. Murray. OCLC 4559652. {{cite journal}}: Пропущений або порожній |title= (довідка)
- Ross, J. (1820). ''Entdeckungsreise unter den Befehlen der britischen Admiralität mit den königlichen Schiffen Isabella und Alexander um Baffins-Bay auszuforschen und die Möglichkeit einer nordwestlichen Durchfahrt zu untersuchen / Von mehrern Sprach- und Sachkundigen aus dem Englischen übers, hrsg. von Philipp Andreas Nemnich. Leipzig: Fleischer. (Translation into German on the above.). OCLC 20953931. {{cite journal}}: Пропущений або порожній |title= (довідка)
- Ross, J., & Ross, J. C. (1835). Narrative of a second voyage in search of a north-west passage, and of a residence in the Arctic regions during the years 1829, 1830, 1831, 1832, 1833. London: A.W. Webster. OCLC 1113450. {{cite journal}}: Пропущений або порожній |title= (довідка)
- Ross, J. (1838). Memoirs and correspondence of Admiral Lord De Saumarez. From original papers in possession of the family. London: R. Bentley. OCLC 176864. {{cite journal}}: Пропущений або порожній |title= (довідка)

1. ↑  Find a Grave — 1996.